# 민주대안당
민주대안당(영어: Democratic Alternative, 몰타어: Alternattiva Demokratika)은 몰타의 녹색 정치 정당이자 중도좌파 정당이다. 1989년 설립되었다. 현재 지도자는 아놀드 카솔라이다.

## 같이 보기
- 녹색당
- 녹색정치